# كهف ريسافا
كهف ريسافا (بالصربية: Ресавска пећина)‏ هو كهف بالقرب من جيلوفاك في شرق صربيا، على بعد حوالي 20 كيلومتر (12 ميل) من ديسبوتوفاك. إنها واحدة من أكبر أنظمة الكهوف في صربيا، حيث يبلغ طول ممراتها حوالي 4.5 كيلومتر (2.8 ميل).